# أ. بي. روجرز
أ. بي. روجرز (بالإنجليزية: A. B. Rogers)‏ هو مهندس مدني ومهندس أمريكي، ولد في 28 مايو 1829 في أورلينس في الولايات المتحدة، وتوفي في 4 مايو 1889 في ووترفيل في الولايات المتحدة بسبب سرطان المعدة.